# Transfedtsyre
Transfedtsyrer (også kaldt transfedt) er en type umættede fedtsyrer, der indeholder trans-dobbeltbindinger mellem carbonatomer. Modsat de normale cis-dobbeltbindinger sidder brintatomerne ved disse dobbeltbindinger på hver sin side af carbonatomerne. Derfor giver molekylestrukturen ikke et knæk som den gør ved de normale cis-dobbeltbindinger. Transfedtsyrer i fødemidler regnes for sundhedsskadelig, da indtagelse af for store mængder kan medføre hjertekarsygdomme. Den biokemiske forklaring er, at molekylerne af transfedtsyrer passer fint sammen og kan pakkes tæt sammen. Det kan føre til ophobning og fedtaflejring i blodkar og membraner. Både cellemembraner og intracellulære membraner er opbygget af et dobbeltlag af fedtstoffer, fosfolipider, sphingolipider og steroler, hvor transfedtsyrer passer fint ind, og idet de aflejres, vil det medføre at membranen stivner.
Forskning har vist at for mange transfedtsyrer i kosten er usundt , og derfor besluttede Danmark som foregangsland at sætte en maksimumsgrænse for indholdet af kunstigt fremstillede transfedtsyrer på 2 pct. fra 1. januar 2004. Det har medført at EU i april 2006 truede med at lægge sag an mod Danmark, da de mente, at det er en handelshindring, at Danmark på den måde forhindrer andre lande i at sælge madvarer med højt niveau af transfedtsyre. Det danske forsvar måler hvert år vægten på de værnepligtige, og i 2004 stagnerede vægten på de værnepligtige for første gang, i en ellers opadgående kurve (kan have sammenhæng med transfedtsyre-loven eller være tilfældig).
Transfedtsyrer opstår ved en bestemt industriel forarbejdning af fedt, og for nogle år tilbage var de f.eks. en del af margarine hvilket man i dag undgår. Transfedtsyrer opstår også naturligt i køers og fårs maver, hvorfor deres mælk også indeholder dem, men man mener dog at den naturlige form for transfedtsyrer er knapt så usund.
I USA, og til dels i de andre europæiske lande, findes transfedtsyrer især i friturestegte madvarer, snacks og industrielt fremstillet bagværk.